# Titanattus andinus
Titanattus andinus es una especie de araña saltarina del género Titanattus, familia Salticidae. Fue descrita científicamente por Simon en 1900.
Habita en Brasil, Paraguay y Argentina.